# Clădirea fostei biserici evangheliste (Colosova)
Clădirea fostei biserici evangheliste este o clădire amplasată în Colosova, Unitățile Administrativ-Teritoriale din Stînga Nistrului, Republica Moldova. Este un monument arhitectural de importanță națională inclus în Registrul monumentelor Republicii Moldova ocrotite de stat cu nr. 490 (raionul Grigoriopol). Datează din 1840.